# Telefone-lagosta
Telefone-lagosta (também conhecido em inglês como Aphrodisiac Telephone) é um objeto surrealista, criado por Salvador Dalí em 1936 para o poeta inglês Edward James (1907-1984), um dos principais colecionadores de arte surrealista. Em seu livro de 1942 A Vida Secreta de Salvador Dalí, Dalí escreveu provocativamente sobre sua demanda para saber por que, quando ele pediu uma lagosta grelhada em um restaurante, ele nunca foi presenteado com um telefone fervido.

## Descrição
A obra é composta por um telefone de trabalho comum e uma lagosta feita de gesso. Tem aproximadamente 15 × 30 × 17 cm (6 × 12 × 6,6 polegadas) de tamanho.
Este é um exemplo clássico de um objeto surrealista, feito a partir da conjunção de itens normalmente não associados entre si, resultando em algo ao mesmo tempo lúdico e ameaçador. Dalí acreditava que tais objetos poderiam revelar os desejos secretos do inconsciente. Lagostas e telefones tinham fortes conotações sexuais para Dalí. O telefone aparece em certas pinturas do final da década de 1930, como Mountain Lake (Tate); Além disso, a lagosta aparece em desenhos e desenhos, geralmente associados ao prazer erótico e à dor. Para a Feira Mundial de Nova York de 1939, Dalí criou uma experiência multimídia intitulada Dream of Venus, que consistia em parte de vestir modelos nus ao vivo em "trajes" feitos de frutos do mar frescos, um evento fotografado por Horst P. Horst e George Platt Lynes. Uma lagosta foi usada pelo artista para cobrir os órgãos sexuais femininos de suas modelos. Dalí muitas vezes fez uma analogia estreita entre comida e sexo. No Lobster Phone, a cauda do crustáceo, onde estão localizadas suas partes sexuais, é colocada diretamente sobre o bocal.
Em 1935, Dalí foi contratado pela revista American Weekly para executar uma série de desenhos baseados em suas impressões de Nova York. Um desenho recebeu a legenda "SONHO DE NOVA YORK - HOMEM ENCONTRA LAGOSTA NO LUGAR DO TELEFONE". No Dictionnaire Abrégé du Surréalisme de 1938, Dalí contribuiu com um verbete sob "TÉLÉPHONE APHRODISIAQUE" que é acompanhado por um pequeno desenho de um telefone, seu receptor substituído por uma lagosta cercada por moscas.

## Locais atuais
Dalí produziu quatro exemplos da versão colorida de seu telefone de lagosta, atualmente exibidos como parte das quatro coleções a seguir:
- Museum für Kommunikation Frankfurt, Alemanha[3]
- Galeria Nacional da Austrália[4]
- Tate Modern, Londres[5]
- West Dean College, Reino Unido[6]

## Versõesoff-white
Dalí também produziu uma versão off-white (esbranquiçada) de seu telefone. Os seis exemplos são exibidos da seguinte maneira:
- Museu Salvador Dalí em São Petersburgo, Flórida
- Centro Cultural de Belém, em Portugal
- Galeria de Arte de Joanesburgo, na África do Sul
- Instituto de Arte de Minneapolis, nos Estados Unidos
- Museu Boijmans Van Beuningen, em Roterdã
- Galeria Nacional Escocesa de Arte Moderna